# Chiêu Tín
Chiêu Tín (chữ Hán: 昭信, ? - 70 TCN), tên đầy đủ là Dương Thành Chiêu Tín (陽成昭信), là Vương hậu nước Quảng Xuyên dưới thời nhà Hán trong lịch sử Trung Quốc, bị nhiều sử gia đánh giá là ác phụ.

## Việc làm độc ác
Sử sách không ghi rõ ràng về xuất thân của Chiêu Tín và thời trẻ của bà, cũng không cho biết gì về việc nhập cung của bà. Căn cứ theo Hán thư, quyển 53 thì có lẽ Chiêu Tín nhập cung trở thành Quảng Xuyên Vương hậu sau năm 92 TCN.
Nước Quảng Xuyên vốn được Hán Cảnh Đế phong cho con trai thứ 10 của mình là Quảng Xuyên Huệ vương Lưu Việt vào năm 148 TCN. Trải qua ba đời thì đến người cháu nội của Lưu Việt là Lưu Khứ (lên làm vương năm 92 TCN). Lưu Khứ là người giỏi võ và tàn bạo háo sắc, trong cung có hàng trăm mĩ nữ, trong đó sủng ái nhất là hai nàng Vương Chiêu Bình, Vương Địa Dư, từng hứa lập làm Vương hậu. Lúc Lưu Khứ bị bệnh, Chiêu Tín thường đến chăm sóc hầu hạ, từ đó Lưu Khứ chuyển sang sủng ái Chiêu Tín.
Thấy Chiêu Tín được sủng ái, Chiêu Bình và Địa Dư sinh ra ghen ghét đố kị, bèn hợp mưu tìm cách trừ khử Chiêu Tín, nhưng việc bị phát giác. Lưu Khứ và Chiêu Tín cho dùng cực hình với Chiêu Bình, nàng không chịu thừa nhận, lại cho lấy dùi sắt đâm vào người Chiêu Bình, Chiêu Bình phải nhận tội. Lưu Khứ đem Chiêu Bình và Địa Dư ra giữa cung trung, ra lệnh cho các phu nhân khác dùng kiếm đâm xuyên qua người Địa Dư cho chết, rồi cho Chiêu Tín đích thân dùng kiếm giết Chiêu Bình cùng ba cung nữ hầu cận.
Chiêu Tín sau đó bị bệnh, mộng thấy Chiêu Bình và Địa Dư về hỏi tội, bèn nói Lưu Khứ đào thây Chiêu Bình lên rồi đốt đi để trấn yểm.
Sau đó không lâu, Chiêu Tín được lập làm Vương hậu, nhưng Lưu Khứ lại sủng ái phu nhân Đào Vọng Khanh (tức Vọng Ngưỡng) và Thôi Tu Thành, phong Tu Thành làm Minh Trinh phu nhân, Vọng Khanh là Tu Mĩ phu nhân, sau lại hứa đổi phong Vọng Khanh làm Vương hậu. Chiêu Tín nghe được, lo sợ Hậu vị của mình không vững nên tìm cách hãm hại Vọng Khanh, vu cáo Vọng Khanh trước mặt Lưu Khứ. Lưu Khứ tin theo Chiêu Tín, bèn bắt Vọng Khanh đến cho các phu nhân khác xử tử. Vọng Khanh bị Chiêu Tín và các phu nhân dùng lột hết quần áo, dùng cùi đỏ nung lên người cho sống không bằng chết. Cùng đường, Vọng Khanh nhảy xuống giếng tự vẫn nhưng chưa chết. Chiêu Tín sai lôi Vọng Khanh lên, xẻo mũi, cắt miệng rồi đem nấu trước mặt các cung nhân khác để cảnh cáo họ.
Chiêu Tín còn gièm pha với Lưu Khứ về thân tộc Quảng Xuyên, cuối cùng Lưu Khứ nghe theo Chiêu Tín, giết em gái mình là Lưu Đô.
Sau đó, Lưu Khứ lại sủng ái nàng Vinh Ái, nhiều lần triệu hạnh. Chiêu Tín dò xét biết được, bèn vu cáo Vinh Cơ có ý đồ bất chính. Lưu Khứ vốn yêu Vinh Cơ, nhưng lúc đó lại nghe lời Chiêu Tín, định xử tội Vinh Cơ. Vinh Cơ lo sợ chuyện Chiêu Bình, Địa Dư và Vọng Khanh trước đây, cùng đường nhảy xuống giếng tự vẫn để khỏi bị Chiêu Tín hãm hại. Chiêu Tín cho lôi Vinh Cơ lên, lấy dao đem nung rồi gí lên người Vinh Cơ, sau đó lại lấy kiếm đâm cho mù hai mắt, lấy dao cắt hai tay, nung chì đổ vào miệng Vinh Cơ. Vinh Cơ cuối cùng chết đi, Chiêu Tín sai phân thây làm nhiều mảnh, chôn mỗi mảnh một nơi.
Sau đó, hễ thấy cung phi nào được Lưu Khứ sủng hạnh nhiều lần, Chiêu Tín liền tìm cớ hãm hại, trước sau giết tất cả 14 người bằng nhiều thủ đoạn tàn ác như hỏa thiêu, phanh thây, đâm xuyên tim... Sau đó còn bày trò hãm hại Minh Trinh phu nhân, lấy tì nữ của mình thay thế chỗ, quản lý hậu cung Quảng Xuyên. Lưu Khứ sau đó lại sa vào tửu sắc, lấy cháu gái của Chiêu Tín phong làm phu nhân.
Lúc Vọng Khanh bị Chiêu Tín hãm hại, phó thác con và em trai là Vọng Đô cho mẹ mình. Chiêu Tín sai nô tì giết bà mẹ và Vọng Đô đi. Tổng cộng, Chiêu Tín đã giết 16 người, trong đó có ba người cùng một nhà.
Năm Bổn Thủy thứ ba đời Hán Tuyên Đế, nội sử Quảng Xuyên phát giác việc làm xấu xa của Chiêu Tín và Lưu Khứ, tâu lên Hán triều. Hán Tuyên Đế hạ chiếu phế tước vương của Lưu Khứ, đày ra huyện Thượng Dung. Lưu Khứ sợ hãi tự sát. Lại ra lệnh chém đầu Chiêu Tín rồi vứt thủ cấp đi.
Không rõ Chiêu Tín sống thọ bao nhiêu tuổi.